# Morphopsis phippsi
Morphopsis phippsi är en fjärilsart som beskrevs av James John Joicey och Talbot 1922. Morphopsis phippsi ingår i släktet Morphopsis och familjen praktfjärilar. Inga underarter finns listade i Catalogue of Life.